# Nikolai Nissen Paus

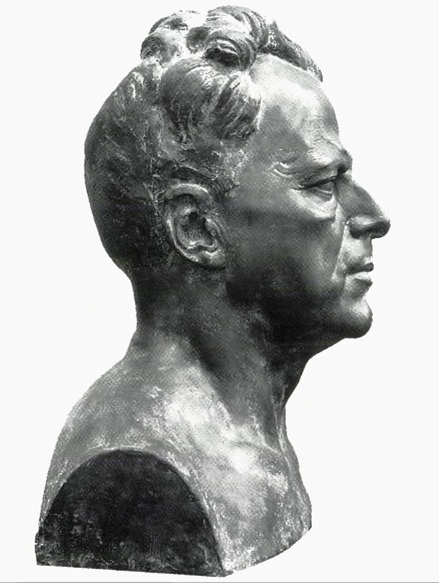
Busto de Nikolai Nissen Paus

Nikolai Nissen Paus (4 de junho de 1877, em Christiania - 23 de dezembro de 1956, em Tønsberg) era cirurgião norueguês, diretor de hospital e humanitário. Ele serviu como Presidente da Cruz Vermelha Norueguesa de 1945 a 1947, como vice-presidente de 1930 a 1945 e como presidente interino de 1939 a 1940. Ele também foi Presidente do Comitê Norueguês de Florence Nightingale e presidiu vários comitês governamentais.

## Carreira
Depois de se formar na Aars and Voss School, Paus entrou na Royal Frederick University, onde se formou como médico em 1903. Ele também se tornou um segundo tenente em 1896 e um primeiro tenente em 1905. Ele recebeu um doutorado em medicina (D.Sc.) em 1916, com uma dissertação sobre tuberculose. Entre 1903 e 1918, ele trabalhou em vários hospitais e visitou vários hospitais estrangeiros. Ele foi consultor adjunto em cirurgia no Hospital Nacional de 1912 a 1917. Em 1916, foi nomeado consultor sênior e diretor administrativo do Hospital Jarlsberg e Larvik (renomeado Hospital Vestfold em 1918), mas não assumiu sua posição antes de 1918. Atuou como diretor do Hospital Vestfold até 1947, construindo e moldando decisivamente a instituição. Ele organizou e participou de trabalhos humanitários na Finlândia durante a Guerra de Inverno. Ele serviu dois mandatos no conselho executivo da Norwegian Medical Association. Ele foi descrito por Aftenposten como "um dos médicos proeminentes do país" em sua morte.
Nikolai Nissen Paus, membro da família Paus, era filho do teólogo Bernhard Cathrinus Pauss e Anna Henriette Wegner. Ele era neto do industrial Benjamin Wegner e sua avó era membro da família bancária de Berenberg em Hamburgo. Seu avô paterno Nicolai Nissen Pauss era proprietário de um navio em Drammen, e ele foi nomeado para seu sexto bisavô, proprietário dinamarquês e juiz da corte Nikolaj Nissen. Ele era irmão do advogado e diretor da Confederação Norueguesa de Empregadores George Wegner Paus e do executivo hidrelétrico Augustin Paus. 
Em 1907, casou-se com Sofie Amalie Brandt Ødegaard, filha do coronel e líder maçom Vilhelm Ødegaard e neta do comerciante de madeira e membro do Parlamento Frederik J. Holst. Eles eram os pais de Inger-Helvig Ødegaard Paus, que se casou com o advogado e representante de empregadores Jens Christian Rogstad, cirurgião, humanitário e Grão-Mestre da Ordem Norueguesa dos Franco-maçons Bernhard Paus, que se casou com a humanitária Brita Collett, e advogado, diplomata e diretor administrativo da Press Paper, Ltd., em Londres, Vilhelm Paus, que se casou com Anne Collett. Suas nora Brita e Anne Collett eram filhas do proprietário Axel Collett e Lucie Trozelli Krefting e sobrinhas do famoso pediatra Arthur Collett. 
Nikolai Nissen Paus era um maçom do XI e o segundo mais alto grau, e ocupou o terceiro cargo mais alto da Ordem Norueguesa de Maçons. Ele foi retratado em um desenho e uma pintura a óleo de Erik Werenskiold (ambos de 1934) e bustos dos escultores Wilhelm Rasmussen (1939) e Carl E. Paulsen (1947). O busto de Rasmussen é exibido fora do Hospital Vestfold.

## Honras
- Ordem belga (1939)[5]
- Ordem da Cruz da Liberdade com a espada da Finlândia (1941)
- Croix da Ordem da Santidade Pública da França (1947)
- Ordem finlandesa (1947)[6]
- Membro honorário da Cruz Vermelha Norueguesa (1947)[7]
- Primeira classe de cavaleiros da Ordem de São Olavo da Noruega, por "trabalho humanitário longo e distinto" (1948)
- Distintivo de honra da ordem norueguesa de maçons